# Gaston Cornavin
Gaston Louis Paul Cornavin, né le 27 juin 1894 à Bourges (Cher) et mort le 10 juillet 1945 à Ivry-sur-Seine (Val-de-Marne), est un homme politique français.

## Biographie
Issu d'une famille modeste, il est ouvrier ajusteur à l'école centrale de pyrotechnie de Bourges. Membre du comité central du Parti communiste de 1929 à 1945, il est député du Cher de 1924 à 1928 et de 1936 à 1940, siégeant au groupe communiste. 

Député membre du groupe ouvrier et paysan français, il est arrêté, le 8 octobre 1939, déchu de son mandat, le 21 janvier 1940, et condamné le 3 avril 1940 par le 3e tribunal militaire de Paris à 5 ans de prison, 4 000 francs d'amende et 5 ans de privation de ses droits civiques, civils et de famille pour être pour être resté fidèle à la ligne du Parti communiste et ne pas avoir dénoncé le pacte germano-soviétique. Il est interné puis déporté en Algérie où il tombe malade. Conseiller général de la Seine, élu dans la 2e circonscription du canton d'Ivry en 1934, il est déchu de son mandat en 1940 pour les mêmes raisons.
Il meurt en juillet 1945, des suites de son emprisonnement, alors qu'il venait d'être réélu au comité central du PCF.

### Mandats et fonctions
mandat national
- Député du Cher : 1924-1928; 1936-1940

mandat local
- Conseiller général de la Seine : 1934-1940

## Postérité

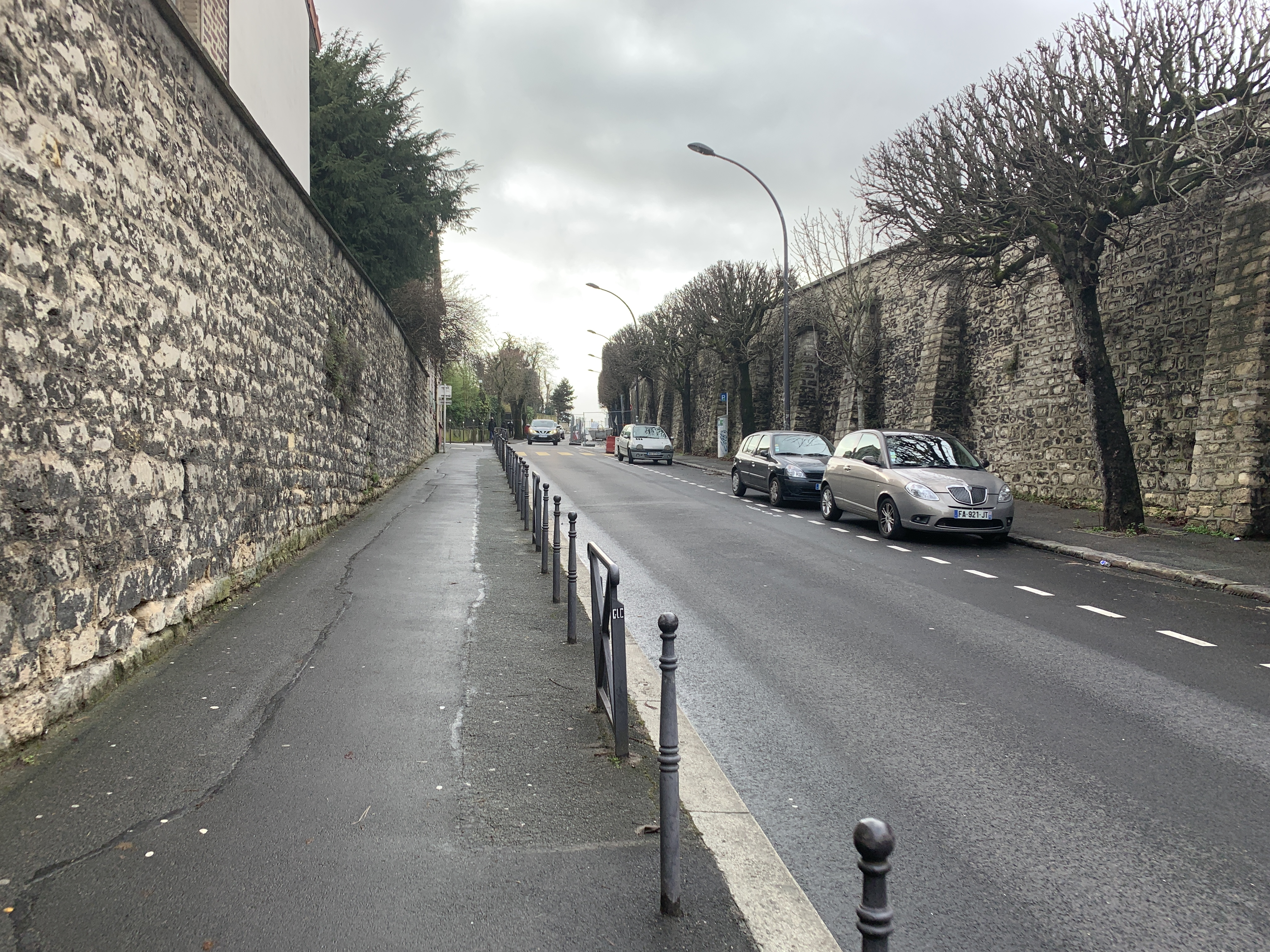
Rue Gaston-Cornavin à Ivry-sur-Seine.

Une rue d'Ivry-sur-Seine porte son nom.